# Zbuzinka
Zbuzinka je zaniklá usedlost v Praze 7-Troji v ulici Nad Kazankou. Stála přibližně v místech č.p. 25.

## Historie
Usedlost Zbuzinka se nacházela na západním konci vinice U lisu, která patřila stejnojmenné usedlosti stojící uprostřed sjednocených vinic U lisu a Bouchalka. Roku 1895 ji koupila Anna Cardová-Lamblová (1836–1919) společně se svým synovcem Vladimírem Lamblem. Anna byla sestrou spoluzakladatele Pomologického ústavu v Popelářce Jana Baptisty Lambla, majitele usedlosti U lisu.